# Szekeres György (matematikus)
Szekeres György (külföldön: George Szekeres) AM (Budapest, 1911. május 29. – Adelaide, 2005. augusztus 28.) magyar-ausztrál matematikus, Szekeres Eszter férje.

## Korai évei
Szekeres György Budapesten született zsidó családba, Szekeres Ármin és Zipser Margit fiaként. Az Andrássy út 83-ban laktak, a Kodály köröndnél. A Kölcsey Ferenc Gimnáziumba járt, az Anonymus-csoport tagja volt. Matematikai érdeklődése ellenére a családi üzlet továbbvitele érdekében a budapesti Műegyetemen vegyészmérnöknek tanult. Tanulmányai után analitikus vegyészmérnökként a mára bezárt simontornyai bőrgyárban dolgozott, ebben az időszakban vált matematikussá. 1937. június 13-án feleségül vette Klein Esztert. A zsidóüldözés elől Sanghajba menekültek – Szekeres vegyészként egy gyárban dolgozott –, ott vészelték át a második világháborút, a japán megszállást és a kommunista fordulat kezdetét. Itt született meg Peter fiuk is. Ahogy a háborús helyzet fokozódott, a kisgyermekkel elmenekültek, és 1948-ig a Kínában állomásozó amerikai légierőnél vállalt hivatalt.

## Karrierje
1948-ban Szekeres – bár matematikai irányú végzettsége nem volt, csak Erdős Pállal közös publikációi – Adelaide egyetemének matematikai tanszékén kapott adjunktusi állást. Évekig Svéd Márta adelaide-i lakásában éltek. 1954-ben született meg Judy lányuk.
1963-ban a család Sydneybe költözött, ahol Szekeres az Új-dél-walesi Egyetemen kapott matematikaprofesszori állást, teljesedett ki munkássága, és itt tanított 1975-ös nyugdíjba vonulásáig. Bár visszavonult, még kilencvenes évei elején is aktív részese és inspirálója volt az egyetemi tudományos életnek. Feladatokat tűzött ki az ausztrál középiskolai matematikai olimpiai felkészüléshez, valamint a Sydney-i Egyetem matematikai társasága által évenként szervezett egyetemi hallgatói versenyre.
Szekeres számos kiemelkedő matematikussal dolgozott együtt élete során, köztük Erdős Pállal (így Erdős-száma 1), Klein Eszterrel (a későbbi Esther Szekeressel), Turán Pállal, Bollobás Bélával, Ronald Grahammel, Alfred van der Poortennel, Laczkovich Miklóssal és John Coatesszal.
Kedvelte a kamarazenét, maga is kiválóan játszott hegedűn és brácsán, az Észak-Sydney-i Szimfonikus Zenekarnak és a Ku-ring-gai Filharmonikus Zenekarnak is tagja volt. Szeretett hosszú sétákat tenni, még nyolcvanéves kora fölött is.

## Munkássága
A kombinatorikus geometrián kívül hozzátett az additív számelmélethez (partícióelmélet), a gráfelmélethez és a kombinatorika más részterületeihez. Érdekelte az általános relativitáselmélet, szerepe volt a fekete lyukak leírásához szükséges matematikai elmélet kifejlesztésében. Korán megragadta a számítógép nyújtotta lehetőségeket a matematika kutatásában, valószínűleg már a ’60-as években Fortran programokat írt többdimenziós lánctörtes algoritmusaihoz. Hozzájárult a numerikus analízis technikáinak kifejlesztéséhez, különösen a magas dimenziószámú integrálok terén. Foglalkozott Hadamard-mátrixokkal, káoszelmélettel, négyszöges parkettázással, prímtesztekkel stb. is.

## Díjai, elismerései
Az Ausztráliai Tudományos Akadémia tagja volt, 1986-tól a magyar akadémia tiszteleti tagja.
1956. augusztus 15-én az ausztráliai matematikai társaság alapító tagjai között volt, 1972-1974 között pedig elnökeként működött.
- 1968-ban az Ausztráliai Tudományos Akadémia Thomas Ranken Lyle-díjának nyertese[1]
- 2001 májusában, 90. születésnapjára kétnapos konferenciát tartottak tiszteletére az Új-dél-walesi Egyetemen.[2]
- 2001 januárjában Ausztrália Centenáriumi Emlékérmével (Australian Centenary Medal) tüntették ki „az ausztrál társadalom és a tudomány, a tiszta matematika szolgálatáért”.[3]
- 2001-ben az ausztráliai matematikai társaság díjat alapított (George Szekeres Medal) tiszteletére.[4]
- 2002 júniusában megkapta az Ausztrália Rendje kitüntetést (AM), „a matematika és a természettudományok területén végzett szolgálataiért, kiemelve az oktatáshoz és a kutatáshoz való hozzájárulását, az Új-dél-walesi Egyetem matematikai versenyének és az ausztrál matematikai olimpiai csapatnak a támogatását.”[5]

## A Happy End-probléma
Az úgynevezett Happy End-probléma példázza, milyen mélyen áthatotta a matematika Szekeres György életét. 1932 körül Szekeres és a KöMaL más lelkes feladatmegoldói gyakran összejártak (Anonymus-kör). Egy ilyen összejövetelen Klein Eszter felvetette a következő problémát:
Igazold, hogy bárhogyan veszünk fel öt általános helyzetű pontot a síkban, mindig kiválasztható közülük egy konvex négyszög négy csúcsa.
Miután hagyta Györgyöt, Erdős Pált és a többi tanulót gondolkozni, bemutatta az ő megoldását. Ezt követően Szekeres és Erdős közös dolgozatban (1935) általánosították az eredményt; ezt a kombinatorikus geometria egyik alapvető eredményének tekintik. Erdős az eredeti problémát „Happy End-problémának” keresztelte, mivel Szekeres és Klein 1937-es házasságához vezetett.
Szekeres György és Eszter utolsó heteiket egy szanatóriumban, közös szobában töltötték. Ugyanazon a napon, 2005. augusztus 28-án, kevesebb mint egy óra eltéréssel haltak meg, Adelaide-ben.